# Pimelodella parnahybae
Pimelodella parnahybae är en fiskart som beskrevs av Fowler, 1941. Pimelodella parnahybae ingår i släktet Pimelodella och familjen Heptapteridae. Inga underarter finns listade i Catalogue of Life.